# Croatie au Concours Eurovision de la chanson 2009
La Croatie a participé au Concours Eurovision de la chanson 2009 à Moscou. Ce sont les chanteurs Igor Cukrov et Andrea Šušnjara avec la chanson Lijepa Tena (Jolie Tena) qui représentèrent leur pays après avoir remporté la sélection nationale, Dora 2009.

## Sélection nationale
C'est par le biais de l'émission Dora 2009 que les représentants de la Croatie furent choisis. Les chansons sélectionnées par HRT pour participer au concours subirent toute une série de votes. Le vote final fut à parts égales entre le télévote du public et celui d'un jury.
La demi-finale de Dora 2009 eut lieu le 27 février 2009 à l'Hôtel Kvarner de Opatija. Sur les 14 chansons présentées lors de cette soirée, 6 furent conservées par télévote. 10 autres chansons sélectionnées furent alors ajoutées. Les chansons complétant cette demi-finale furent révélées le 23 décembre 2008, ainsi que l'ordre de passage.
| Ordre | Artiste                         | Chanson                  | Paroles (p) / Musique (m)                                          | Télé-vote | Place |
| ----- | ------------------------------- | ------------------------ | ------------------------------------------------------------------ | --------- | ----- |
| 1     | Sandra Bagarić                  | Kao jedno                | Inge Privora (m & p), Dražen Scholz (m)                            | 560       | 12    |
| 2     | Maja Vučić                      | Tebe imam ja             | Duško Rapotec-Ute (m), Robert Pilepić (p)                          | 489       | 13    |
| 3     | Ricardo Luque & Maja Vasilj     | Ljubav ima njeno lice    | Duško Rapotec-Ute (m), Robert Pilepić (p)                          | 616       | 10    |
| 4     | Alen Vitasović & Lela Kaplowitz | Tamo gdje ljubav počinje | Emilija Kokić (m), Haris Brković (m), Antonija Šola (p)            | 648       | 9     |
| 5     | Sane                            | Dečko                    | Nikola Marijanović (m & p), Thomas Balaž (m), Stjepan Krznarić (m) | 837       | 8     |
| 6     | Tomislav Bralić & Klapa Intrade | Ne damo te pismo naša    | Ivica Badurina (m), Branko Slivar (p)                              | 3957      | 1     |
| 7     | Dražen Žanko                    | Samo ti                  | Dražen Žanko (m), Matija Fuček (p)                                 | 1202      | 5     |
| 8     | Marta Kuliš                     | Makni se                 | Srđan Sekulović-Skansi (m & p), Gojko Tomljanović (m)              | 432       | 14    |
| 9     | Jelena Radan                    | Voljet ću te sutra       | Meri Jaman (m), Anita Valo (m), Ines Prajo (p), Arjana Kunstek (l) | 573       | 11    |
| 10    | Mario Battifiaca                | Ma gdje bila             | Robert Grubišić (m), Marina Valković (p)                           | 2380      | 3     |
| 11    | Čager Zoc & Papak Dance Company | Ritam da se ritam        | Miran Hadži Veljković (m & p), Zlatko Petrović (p)                 | 1116      | 6     |
| 12    | Marko Tolja                     | Stranci                  | Olja Dešić (m & p)                                                 | 855       | 7     |
| 13    | Ivo Gamulin Gianni              | Daj mi jedan razlog      | Alka Vuica (m & p)                                                 | 2488      | 2     |
| 14    | Feminnem                        | Poljupci u boji          | Branimir Mihaljević (m), Neda Parmać (p)                           | 1941      | 4     |

La finale de Dora 2009 eut lieu le 28 février 2009, le lendemain de la semi-finale.
| Ordre | Artiste                         | Chanson               | Paroles (p) / Musique (m)                               | Votes | Votes     | Votes | Place |
| Ordre | Artiste                         | Chanson               | Paroles (p) / Musique (m)                               | Jury  | Télé-vote | Total | Place |
| ----- | ------------------------------- | --------------------- | ------------------------------------------------------- | ----- | --------- | ----- | ----- |
| 1     | Ana Bebić                       | Mrzim spore stvari    | Nenad Ninčević (m), Miro Buljan (p)                     | 2     | 11        | 13    | 11    |
| 2     | Hari Roncevic & Kvartet Bravo   | Još uvik              | Hari Rončević (m & p)                                   | 7     | 1         | 8     | 14    |
| 3     | Ruswaj                          | Što će mi ljubav      | Miroslav Rus (m & p)                                    | 3     | 4         | 7     | 15    |
| 4     | Mijo Lešina                     | To nisam ja           | Bruno Kovacic (m & p)                                   | 12    | 2         | 14    | 10    |
| 5     | Dražen Žanko                    | Samo ti               | Dražen Žanko (m), Matija Fuček (p)                      | 10    | 7         | 17    | 8     |
| 6     | Franka Batelić                  | Pjesma za kraj        | Boris Đurđević (m), Miro Buljan (m), Nenad Ninčević (p) | 4     | 14        | 18    | 7     |
| 7     | Mario Battifiaca                | Ma gdje bila          | Robert Grubišić (m), Marina Valković (p)                | 7     | 10        | 17    | 8     |
| 8     | VIVA                            | Opet                  | Miro Buljan (m), Nenad Ninčević (p)                     | 1     | 6         | 7     | 15    |
| 9     | Ivo Gamulin Gianni              | Daj mi jedan razlog   | Alka Vuica (m & p)                                      | 14    | 13        | 27    | 4     |
| 10    | Feminnem                        | Poljupci u boji       | Branimir Mihaljević (m), Neda Parmać (p)                | 16    | 12        | 28    | 3     |
| 11    | Denis Dumančić                  | Srce moram seliti     | Denis Dumančić (m), Fayo (p), Zorica Dumančić (p)       | 5     | 5         | 10    | 13    |
| 12    | Danijela Pintarić               | Zlatna rijeka         | Zrinko Tutić (m & p)                                    | 10    | 3         | 13    | 11    |
| 13    | Čager Zoc & Papak Dance Company | Ritam da se ritam     | Miran Hadži Veljković (m & p), Zlatko Petrović (p)      | 10    | 9         | 19    | 5     |
| 14    | Tomislav Bralić & Klapa Intrade | Ne damo te pismo naša | Ivica Badurina (m), Branko Slivar (p)                   | 13    | 16        | 29    | 2     |
| 15    | Igor Cukrov et Andrea           | Lijepa Tena           | Tonči Huljić (m), Vjekoslava Huljić (p)                 | 15    | 15        | 30    | 1     |
| 16    | Aria                            | Istina je             | Ante Pecotić (m & p)                                    | 11    | 8         | 19    | 5     |

## À l'Eurovision
Igor et Andrea furent sélectionnés pour représenter la Croatie avec la chanson Lijepa Tena. Lors de la deuxième demi-finale du concours, ils remportèrent 33 points et se classèrent 13e, leur permettant d'accéder à la finale où ils finirent 18e avec 45 points.